# Simon Diedhiou
Aristide Simon Pierre Diedhiou (Dakar, 10 juli 1991) is een Senegalese voetballer die als aanvaller speelt bij het Belgische OH Leuven.

## Clubcarrière
Simon Diedhiou begon zijn carrière bij de Senegalese ploeg Diambars FC. In maart 2015 tekende hij een 4-jarig contract bij de Noorse ploeg FK Haugesund waar hij in 31 wedstrijden 10 keer het net vond. Na amper een halfjaar vertrok hij naar de Belgische landskampioen KAA Gent om er een contract te tekenen tot 2018. Hij debuteerde voor Gent op 17 januari 2016 tegen RSC Anderlecht door in te vallen voor Moses Simon in de 91ste minuut. De wedstrijd eindigde op een 2-0 stand in het voordeel van de Gentenaars.  In het seizoen 2016/17 werd hij door Gent uitgeleend aan Excel Moeskroen. Na dat seizoen werd hij overgenomen door tweedeklasser OH Leuven.

## Statistieken
| Seizoen         | Club              | Land               | Competitie         | Competitie | Competitie | Beker | Beker | Andere | Andere | Internationaal | Internationaal | Totaal | Totaal |
| Seizoen         | Club              | Land               | Competitie         | Wed.       | Dlp.       | Wed.  | Dlp.  | Wed.   | Dlp.   | Wed.           | Dlp.           | Wed.   | Dlp.   |
| --------------- | ----------------- | ------------------ | ------------------ | ---------- | ---------- | ----- | ----- | ------ | ------ | -------------- | -------------- | ------ | ------ |
| 2015            | FK Haugesund      | Vlag van Noorwegen | Tippeligaen        | 29         | 9          | 2     | 1     | 0      | 0      | 0              | 0              | 31     | 10     |
| 2015/16         | KAA Gent          | Vlag van België    | Jupiler Pro League | 4          | 0          | 1     | 0     | 0      | 0      | 0              | 0              | 5      | 0      |
| 2016/17         | → Excel Moeskroen | Vlag van België    | Jupiler Pro League | 35         | 6          | 2     | 0     | 0      | 0      | 0              | 0              | 37     | 6      |
| 2017/18         | OH Leuven         | Vlag van België    | Proximus League    | 19         | 1          | 1     | 0     | 0      | 0      | 0              | 0              | 20     | 1      |
| Carrière totaal | Carrière totaal   | Carrière totaal    | Carrière totaal    | 87         | 16         | 6     | 1     | 0      | 0      | 0              | 0              | 93     | 17     |